# استر تویکسو
استر تویکسو (استونیایی: Ester Tuiksoo؛ زادهٔ ۵ مارس ۱۹۶۵) سیاستمدار اهل استونی است. وی از سال ۲۰۰۷ تا ۲۰۱۵ نماینده مجلس استونی و از سال ۲۰۰۴ تا ۲۰۰۷ وزیر کشاورزی استونی بوده.